# Carrarese Calcio 1908 1995-1996
Questa voce raccoglie le informazioni riguardanti la Carrarese Calcio 1908 nelle competizioni ufficiali della stagione 1995-1996.

## Rosa
| N. |                   | Ruolo | Calciatore           |
| -- | ----------------- | ----- | -------------------- |
|    | Italia (bandiera) | A     | Massimiliano Benfari |
|    | Italia (bandiera) | C     | Giacomo Biagi        |
|    | Italia (bandiera) | A     | Gianfranco Campioli  |
|    | Italia (bandiera) | P     | Andrea Ceccotti      |
|    | Italia (bandiera) | A     | Emiliano Conti       |
|    | Italia (bandiera) | D     | Cristiano Donà       |
|    | Italia (bandiera) | C     | Mario Donatelli      |
|    | Italia (bandiera) | C     | Fabio Giannasi       |
|    | Italia (bandiera) | D     | Mario Giannini       |
|    | Italia (bandiera) | D     | Rolando Maran        |
|    | Italia (bandiera) | D     | Matteo Matteazzi     |

| N. |                   | Ruolo | Calciatore        |
| -- | ----------------- | ----- | ----------------- |
|    | Italia (bandiera) | C     | Alessandro Pagani |
|    | Italia (bandiera) | A     | Massimo Pierotti  |
|    | Italia (bandiera) | A     | Cristian Polidori |
|    | Italia (bandiera) | P     | Mauro Rosin       |
|    | Italia (bandiera) | A     | Maurizio Sala     |
|    | Italia (bandiera) | D     | Luca Salvalaggio  |
|    | Italia (bandiera) | D     | Stefano Sora      |
|    | Italia (bandiera) | C     | Matteo Superbi    |
|    | Italia (bandiera) | C     | Luca Ulivi        |
|    | Italia (bandiera) | C     | Simone Vergassola |
|    | Italia (bandiera) | C     | Renato Zaccagna   |

## bellini federicoRisultati

### Campionato

#### Girone di andata
| 27 agosto 1995 1ª giornata | Carrarese | 0 – 1 | Modena |  |

| 3 settembre 1995 2ª giornata | Prato | 4 – 2 | Carrarese |  |

| 10 settembre 1995 3ª giornata | Carrarese | 0 – 1 | Fiorenzuola |  |

| 17 settembre 1995 4ª giornata | Empoli | 1 – 0 | Carrarese |  |

| 24 settembre 1995 5ª giornata | Carrarese | 2 – 0 | Como |  |

| 1º ottobre 1995 6ª giornata | Massese | 0 – 1 | Carrarese |  |

| 8 ottobre 1995 7ª giornata | Carrarese | 0 – 0 | Montevarchi |  |

| 15 ottobre 1995 8ª giornata | Carpi | 3 – 1 | Carrarese |  |

| 22 ottobre 1995 9ª giornata | Carrarese | 0 – 0 | Saronno |  |

| 29 ottobre 1995 10ª giornata | Brescello | 2 – 2 | Carrarese |  |

| 12 novembre 1995 11ª giornata | Carrarese | 2 – 0 | Pro Sesto |  |

| 19 novembre 1995 12ª giornata | Alessandria | 1 – 2 | Carrarese |  |

| 26 novembre 1995 13ª giornata | Carrarese | 0 – 0 | SPAL |  |

| 3 dicembre 1995 14ª giornata | Carrarese | 1 – 1 | Monza |  |

| 10 dicembre 1995 15ª giornata | Leffe | 1 – 3 | Carrarese |  |

| 17 dicembre 1995 16ª giornata | Carrarese | 1 – 0 | Spezia |  |

| 30 dicembre 1995 17ª giornata | Ravenna | 2 – 0 | Carrarese |  |

#### Girone di ritorno
| 7 gennaio 1996 18ª giornata | Modena | 2 – 2 | Carrarese |  |

| 14 gennaio 1996 19ª giornata | Carrarese | 0 – 1 | Prato |  |

| 28 gennaio 1996 20ª giornata | Fiorenzuola | 1 – 0 | Carrarese |  |

| 4 febbraio 1996 21ª giornata | Carrarese | 2 – 0 | Empoli |  |

| 18 febbraio 1996 22ª giornata | Como | 2 – 0 | Carrarese |  |

| 25 febbraio 1996 23ª giornata | Carrarese | 1 – 1 | Massese |  |

| 3 marzo 1996 24ª giornata | Montevarchi | 1 – 1 | Carrarese |  |

| 10 marzo 1996 25ª giornata | Carrarese | 2 – 0 | Carpi |  |

| 24 marzo 1996 26ª giornata | Saronno | 1 – 2 | Carrarese |  |

| 31 marzo 1996 27ª giornata | Carrarese | 2 – 2 | Brescello |  |

| 7 aprile 1996 28ª giornata | Pro Sesto | 1 – 1 | Carrarese |  |

| 14 aprile 1996 29ª giornata | Carrarese | 0 – 0 | Alessandria |  |

| 21 aprile 1996 30ª giornata | SPAL | 3 – 1 | Carrarese |  |

| 5 maggio 1996 31ª giornata | Monza | 3 – 0 | Carrarese |  |

| 12 maggio 1996 32ª giornata | Carrarese | 3 – 0 | Leffe |  |

| 19 maggio 1996 33ª giornata | Spezia | 0 – 0 | Carrarese |  |

| 26 maggio 1996 34ª giornata | Carrarese | 2 – 1 | Ravenna |  |